# 李晟元
李晟元（韓語：이승원，1979年4月15日—），韩国男子击剑运动员。他曾参加2000年夏季奥运会个人佩剑比赛，还曾获得2002年亚洲运动会男子佩剑个人金牌。